# Malinovka (fiume)
La Malinovka (in russo Малиновка?; fino al 1972 conosciuta come Vaka o Vaku) è un fiume dell'Estremo oriente russo (Territorio del Litorale), affluente di sinistra della Bol'šaja Ussurka (bacino idrografico dell'Amur).
Il fiume ha origine dal sistema montuoso dei Sichotė-Alin'; scorre dapprima in direzione occidentale, poi settentrionale e nel basso corso gira verso nord-ovest. Sfocia nella Bol'šaja Ussurka a 12 km dalla sua foce nell'Ussuri vicino alla città di Dal'nerečensk. La lunghezza del fiume è di 274 km, il bacino idrografico è di 6 490 km². Il suo maggior affluente è Orechovka (lungo 80 km).
Circa il 12% del bacino idrografico è occupato da paludi, soprattutto nella parte bassa e pianeggiante. Nell'alto corso il fiume ha dei pendii ripidi composti da rocce e ricoperti di foresta. Sotto il villaggio di Semenovka e fino alla foce, la valle si espande, raggiungendo una larghezza di 12 km.